# Баратаевская волость
Баратаевская во́лость — административно-территориальная единица, входившая в состав Николаевского уезда Самарской губернии. Образована в 1908 году путём выделения из Панинской волости.
Административный центр — село Баратаевка.
Население волости составляли преимущественно немцы, лютеране. 
В период до установления советской власти волость имела аппарат волостного правления, традиционный для таких административно-территориальных единиц Российской империи.
Согласно карте уездов Самарской губернии издания губернского земства 1912 года волость располагалась в юго-западной части Николаевского уезда. На юго-западе волость граничила с Панинской волостью, на юго-востоке - с Каменно-Сарминской волостью, на северо-востоке - с Красноярской и Мало-Быковской волостями, на северо-западе - с Саратовской губерний.
Территория бывшей волости является частью земель Марксовского и Балаковского районов Саратовской области.

## Состав волости
| село Базель          | 4864 | 267 | 117 | 4  | немцы, лютеране | село Васильевка, Марксовский район, Саратовская область |
| село Баратаевка      | 4366 | 263 | 113 | 0  | немцы, лютеране | село Воротаевка, Марксовский район, Саратовская область |
| село Гларус          | 2992 | 262 | 110 | 1  | немцы, лютеране | село Георгиевка, Марксовский район, Саратовская область |
| село Шафгаузен       | 4137 | 269 | 110 | 4  | немцы, лютеране | село Волково, Марксовский район, Саратовская область    |
| село Цюрих           | 5109 | 269 | 119 | 5  | немцы, лютеране | село Зоркино, Марксовский район, Саратовская область    |
| Хутора               |      |     |     |    |                 |                                                         |
| Зеленка              | 25   | 270 | 120 | 24 |                 |                                                         |
| Маянга               | 79   | 275 | 125 | 20 |                 |                                                         |
| Салт-Петердак        | 51   | 277 | 127 | 17 |                 |                                                         |
| Шакгер               | 45   | 280 | 130 | 12 |                 |                                                         |
| Шафгаузенская Маянга | 95   | 270 | 120 | 17 |                 |                                                         |
| Цюрихская Маянга     | 90   | 295 | 145 | 25 |                 |                                                         |
| Баратаевская Маянга  | 51   | 285 | 135 | 18 |                 |                                                         |
| Цюрихская Зеленка    | 39   | 273 | 123 | 20 |                 |                                                         |
| Керн                 | 6    | 264 | 114 | 16 |                 |                                                         |
| Бауэр                | 38   | 265 | 115 | 30 |                 |                                                         |